# Megaraptoridae
De Megaraptoridae zijn een groep vleesetende theropode dinosauriërs, behorende tot de Tetanurae.
In 2013 werd door Fernando Emilio Novas, Federico Lisandro Agnolín, Martín Dario Ezcurra, Juan Porfiri en Juan Ignacio Canale een klade Megaraptoridae gedefinieerd als de groep bestaande uit Megaraptor namunhuaiquii en alle soorten nauwer verwant aan Megaraptor dan aan Fukuiraptor kitadaniensis, Chilantaisaurus tashuikouensis, Baryonyx walkeri, Neovenator salerii, Carcharodontosaurus saharicus, Allosaurus fragilis, Tyrannosaurus rex en Passer domesticus. De groep werd meteen formeel aangemerkt als familia nova met als typegenus Megaraptor. De klade werd apart benoemd om de Zuid-Amerikaanse Megaraptora te onderscheiden van de Japanse Fukuiraptor.
De groep bestaat uit middelgrote tot reusachtige vormen uit het late Krijt van Zuid-Amerika en Australië. Ze kenmerken zich door lange armen met grote tweede handklauwen. Oorspronkelijk werd gedacht dat de lange klauwen zich aan de duim bevonden. Hun voorste staartwervels zijn gepneumatiseerd en hebben pleurocoelen. Overigens zijn ook de ruggenwervels en sacrale wervels gepneumatiseerd; op deze wervels zijn de doornuitsteeksel lang en hellen typisch naar voren. Mogelijke megarptoriden naast Megaraptor zelf zijn Australovenator, Aoniraptor, Murusraptor, Orkoraptor, Tratayenia, Maip, en Aerosteon. De groep stierf uit aan het eind van het Krijt.
De plaatsing van de Megaraptoridae is omstreden. De definitie levert alleen een zinvol begrip op als ze tot de Coelurosauria behoren, maar volgens sommige analyses bevinden ze zich in de Allosauroidea.